# Hồ Quý Ly
Hồ Quý Ly, né sous le nom Lê Quý Ly en 1336, est l'empereur du Đại Việt (ancêtre du Viêt Nam) de 1400 à 1401 et le fondateur de la dynastie Hồ. Il a renversé la dynastie des Trần, en renversant son propre petit-fils Trần Thiếu Đế. La fille de Hồ Quý Ly avait épousé le précédent Empereur père de son petit-fils.

## Biographie
Officiel influent sous l'empereur Trần Nghệ Tông dont il épouse une sœur, Hồ Quý Ly dirige le pays avec lui lorsque celui-ci abdique en faveur de son fils Trần Duệ Tông en 1372.
En 1377, il survit à la défaite contre le Royaume de Champā qui coûte la vie à l'empereur Trần Duệ Tông (1372-1377). Lorsque le fils de celui-ci, Trần Phế Đế (1377-1388)  monte sur le trône, Hồ Quý Ly renforce peu à peu son contrôle de la cour. En 1380, il remporte une victoire face au roi du Champā Chế Bồng Nga, ce qui lui permet de se hisser à la tête de l'armée du Đại Việt.
En conflit politique avec l'empereur Trần Phế Đế qui s’inquiète de son influence grandissante, Hồ Quý Ly contribue à la mauvaise réputation de ce dernier, qui est forcé à abdiquer en 1388 par  l'empereur retiré Trần Nghệ Tông, en faveur du propre fils de ce dernier Trần Thuận Tông (1388-1398).
Après la  mort du vieux  Trần Nghệ Tông en 1394, Hồ Quý Ly dirige réellement le pays, mais il a promis fidélité à l'empereur Trần Thuận Tông. Afin de s'en débarrasser, il contraint celui-ci à abdiquer en faveur de son fils Trần Thiếu Đế (qui est également son petit-fils — Trần Thuận Tông ayant épousé sa fille) en 1398, avant de le faire exécuter. 
Il écarte ensuite le jeune empereur Trần Thiếu Đế en 1400, mettant fin à la dynastie Trần et marquant le début de la dynastie Hồ. Incapable de rallier ses sujets face à la dynastie Ming, il abdique en faveur de son fils Hồ Hán Thương dès 1401.

### Liste des Hồ
- 1399-1400 : Hồ Quý Ly
- 1400-1407 : Hồ Hán Thương, son fils.